# 塔博尔 (捷克)
塔博爾（捷克語：Tábor），位於捷克盧日尼采河河畔，北距布拉格88公里，是南捷克州的第二大城市，始建於1420年，因地屬交通轉乘處，而建造之，為鐵路樞紐。
境內人口約3.3萬人，曾是胡斯運動的政治、軍事中心。主要為第二產業，有電力、機床、化工、紡織、食品、造紙等工業。建築多為晚期哥德式建築。非熱門的觀光景點，街上甚少有觀光客，只有少數如：胡斯紀念館（Museum of John Hus）和十五世紀至十六世紀古城堡遺跡等景點。

## 友好城市
- 法國 多勒

## 外部連結
- 官方网站  （捷克文）
- Historical photographs of the city （页面存档备份，存于）